# Hang Them All/No Garage
«Hang Them All/No Garage» es un split de Jay Reatard y la banda Sonic Youth, publicado el 18 de abril de 2009 en Estados Unidos por el sello Matador Records en formato 7", en una edición limitada de sólo 2500 copias. Fue lanzado al mismo tiempo que el split de Sonic Youth con Beck, Pay No Mind/Green Light.
Corresponde a un primer demo instrumental del tema «Anti-Orgasm», del disco de Sonic Youth The Eternal.

## Lista de canciones
| N.º | Título                                    | Duración |  |
| 1.  | «Hang Them All» (Lado A, por Jay Reatard) |          |  |
| 2.  | «No Garage» (Lado B, por Sonic Youth)     | 3:48     |  |